# Chromylchlorid
Chromylchlorid je anorganická sloučenina se vzorcem CrO2Cl2. Jedná se o červenohnědou sloučeninu, která je při pokojové teplotě těkavá, což je pro sloučeniny přechodných kovů neobvyklé.

## Příprava
Chromylchlorid lze připravit reakcí chromanu draselného nebo dichromanu draselného s chlorovodíkem v přítomnosti kyseliny sírové a následnou destilací.
K2Cr2O7 + 6 HCl → 2 CrO2Cl2 + 2 KCl + 3 H2O
Kyselina sírová slouží jako dehydratační činidlo. Lze jej také připravit reakcí oxidu chromového s bezvodým chlorovodíkem:
CrO3 + 2 HCl ⇌ CrO2Cl2 + H2O
Metoda používaná k přípravě chromylchloridu je základem kvalitativního testu na chloridy: vzorek podezřelý z obsahu chloridů se zahřeje se směsí dichromanu draselného a koncentrované kyseliny sírové. Je-li přítomen chlorid, vzniká chromylchlorid, což se projeví červenými výpary CrO2Cl2. Analogické sloučeniny se netvoří s fluoridy, bromidy, jodidy a kyanidy.

## Činidlo pro oxidaci alkenů
Chromylchlorid oxiduje vnitřní alkeny na alfa-chlorketony nebo příbuzné deriváty. Rovněž působí na benzylové methylové skupiny za vzniku aldehydů Étardovou reakcí. Vhodným rozpouštědlem pro tyto reakce je dichlormethan.

## Bezpečnostní aspekty

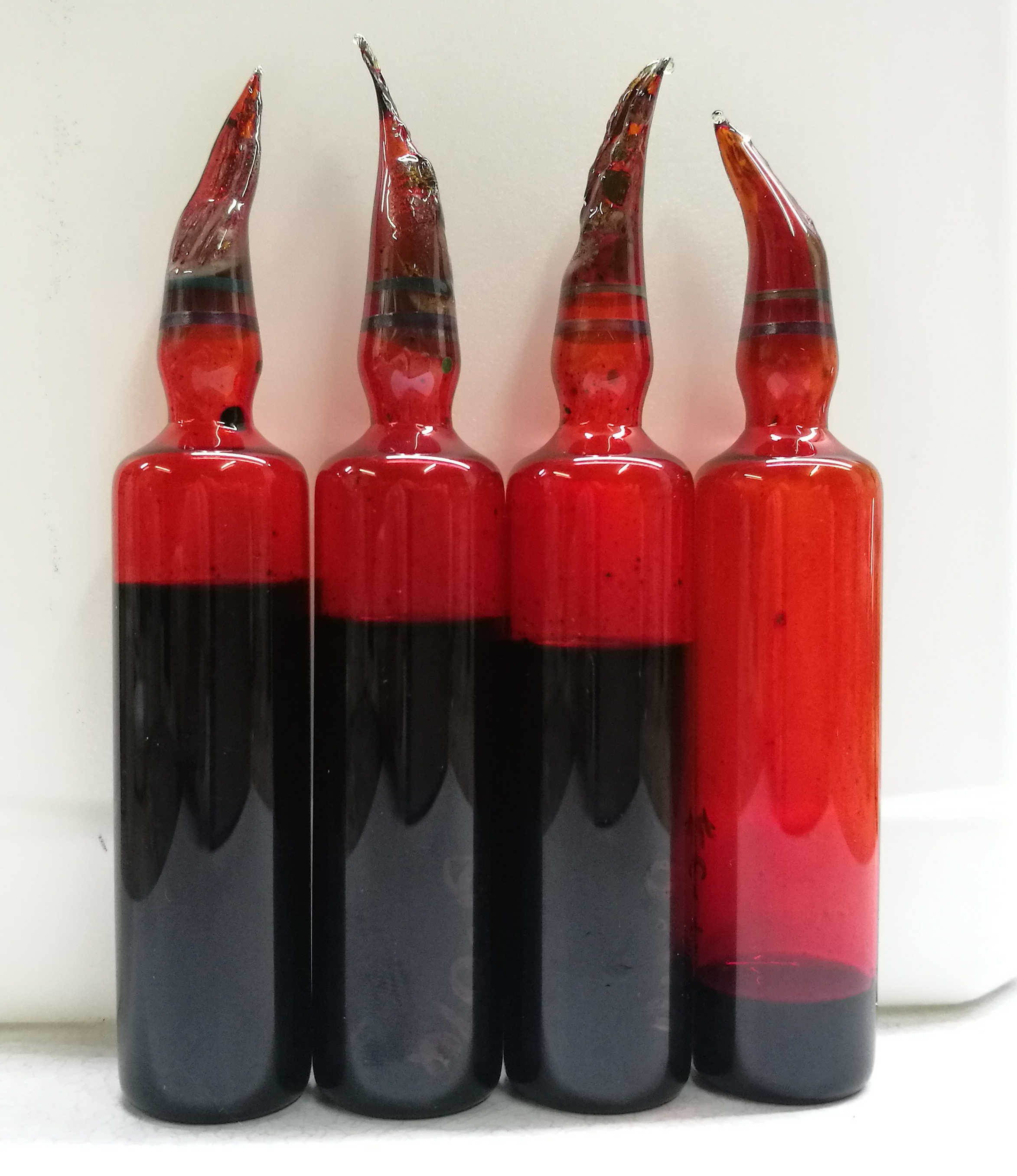
Chromylchlorid se často skladuje v uzavřených skleněných ampulích, aby se zabránilo úniku par z nádoby.

Chromylchlorid se při styku s vodou prudce rozkládá za vzniku kyseliny chlorovodíkové (HCl) a kyseliny chromové (H2CrO4). Přestože není hořlavý, je silným oxidačním činidlem a při styku s hořlavými látkami se může samovolně vznítit nebo explodovat. V případě požáru nesmí dojít k přímému kontaktu s vodou.
Je navíc silně žíravý a snadno popálí kůži a oči a požití by způsobilo vážné vnitřní zranění. Jeho výpary rovněž silně dráždí všechny části těla.
Časté vystavení kůže chromylchloridu může mít za následek vznik vředů.